# José Camelo de Melo Rezende
José Camelo de Melo Rezende (Pilõezinhos, 20 de abril de 1885 - Rio Tinto, 28 de outubro de 1964) foi um poeta e cordelista brasileiro.
Um dos maiores autores da literatura de cordel brasileira, trabalhou como marceneiro e carpinteiro e a partir da década de 1920 iniciou nas poesias em folhetos.
Já autor de renome no cordel, escreveu, em fins da década de 1920, o folheto O Romance do Pavão Misterioso. Neste mesmo período, envolveu-se em problemas e necessitou ausentar-se da Paraíba por um longo tempo e é quando João Melchíades Ferreira da Silva tomou para si a autoria do folheto, publicando-o. Este cordel tornou-se um dos maiores clássicos deste gênero literário, sendo um dos mais vendidos no nordeste brasileiro e tendo inspirado telenovelas, animações, canções e peças de teatro. Até a atualidade, se discute a verdadeira autoria do romance.
Além de Pavão Misterioso, José escreveu outros cordéis de sucesso, como:
- As grandes aventuras de Armando e Rosa conhecidos por Coco Verde e Melancia;
- Entre o amor e a espada;
- História de Joãozinho e Mariquinha;
- O monstro do Rio Negro;
- Pedrinho e Julinha.